# カール・コート
カール・コート（Carl Cort 、1977年12月1日 - ）は、イングランド・ロンドンサザーク区出身の元プロサッカー選手。元サッカーガイアナ代表。現役時代のポジションはFW。

## 経歴

### クラブ
ガイアナ移民の子孫としてロンドンで生まれ育った。ウィンブルドンFCのアカデミーで育成され、1997年4月のアストン・ヴィラFC戦でトップチームデビュー。
2000年夏、トッテナム・ホットスパーFCやレスター・シティFCとの競合を制し、700万ポンドでニューカッスル・ユナイテッドFCが獲得。

## 人物
弟のレオン・コートもサッカー選手。サッカーイングランド代表のルーベン・ロフタス＝チークは腹違いの兄弟。

## 所属クラブ
ユース
- ウィンブルドンFC

プロ
- ウィンブルドンFC 1996-2000

→リンカーン・シティFC 1997 (loan)
- ニューカッスル・ユナイテッドFC 2000-2004
- ウルヴァーハンプトン・ワンダラーズFC 2004-2007
- レスター・シティFC 2007-2008
- マルベジャFC 2008
- ノリッジ・シティFC 2008-2009
- ブレントフォードFC 2009-2011
- タンパベイ・ローディーズ 2012-2014

## 代表歴
- イングランドU-21
  - UEFA U-21欧州選手権2000
- ガイアナ: 国際Aマッチ出場6試合